# Département des services correctionnels du district de Columbia
District of Columbia Department of Corrections
Le département correctionnel du District de Columbia (en anglais : District of Columbia Department of Corrections ou DCDC) est un département correctionnelle responsable de la gestion des prisons pour adultes et d'autres établissements correctionnels pour adultes du District de Columbia, aux États-Unis. Le département gère la prison du district de Columbia (en) .

## Histoire
Le département des services correctionnels est créé pour la première fois en tant qu'agence en 1946, lorsque la prison de district (construite en 1872) a fusionné avec le complexe correctionnel de Lorton (en). Cet établissement est, à l'origine en 1910, un lieu de travail pour prisonniers de sexe masculin, mais s'agrandit plus tard pour inclure huit prisons réparties sur 3 000 acres (12,14 km2) de terrain à Lorton, dans le comté de Fairfax, en Virginie.
En 1999, le DCDC payait le département des services correctionnels de Virginie pour héberger 69 prisonniers à la prison d'État de Red Onion (en).

## Premières années
Pendant environ quatre-vingt-dix ans, le complexe correctionnel de Lorton (en) situé dans le comté rural de Fairfax, en Virginie, à environ 20 milles (32,19 km) au sud de Washington, a servi de prison pour le district de Columbia. La National Capital Revitalization and Self-Government Improvement Act of 1997 (en) exigeait que le département correctionnel du district de Columbia transfère la population criminelle condamnée anciennement hébergée à Lorton au Bureau fédéral des prisons (BOP), entrainant la fermeture de l'établissement de Lorton en 2001. Le complexe de Lorton a été remis à l'Administration des services généraux (GSA), qui gère les propriétés du gouvernement fédéral, qui à son tour a cédé la propriété au comté de Fairfax.

## Installations
Le département gère deux établissements pénitentiaires et plusieurs maisons de transition (en).

### La prison du district de Columbia
Le département exploite la prison du district de Columbia (en), située au 1901 D Street Southeast. La prison a ouvert ses portes en 1976.
En 1985, un juge fédéral dans l'affaire Campbell contre McGruder, un procès intenté contre le district de Columbia pour conditions de détention inconstitutionnelles, a fixé un plafond de population de 1 674 détenus pouvant être incarcérés dans la prison du district de Columbia (en). Ce plafond imposé par la justice a cependant été supprimé en 2002, au bout de dix-sept ans,. En 2007, les administrateurs du département des services correctionnel fixent la capacité d'accueil maximale de la prison à 2 164 détenus.
La prison du district de Columbia (en) n'héberge que des hommes adultes. Il détient des détenus en attente de jugement, les détenus reconnus coupables de délits et des criminels condamnés en attente de transfert dans un établissement pénitentiaire relevant du Bureau fédéral des prisons.

### L'établissement de traitement correctionnel
L'établissement de traitement correctionnel (en anglais : Correctional Treatment Facility ou CTF), situé au 1901 E Street SE et que le district a ouvert en 1992, est un établissement de huit étages à sécurité moyenne situé sur 10,2 acres (4,13 ha) de terrain adjacent à la prison du district de Columbia (en). Il se compose de cinq bâtiments distincts qui ressemblent à un seul grand bâtiment. Il est situé à côté de la prison du district de Columbia (en). Il abrite des prisonniers de sexe masculin, des prisonnières et des mineurs inculpés comme adultes (les mineurs de sexe masculin inculpés comme adultes étaient auparavant hébergés à la prison de Washington DC, mais cette pratique a été abandonnée). Le CTF est géré par la société privée CoreCivic, dans le cadre d'un contrat de vingt ans avec le district, signé en mars 1997. En 2017, à la fin du contrat, la gestion du CTF est restituée au département des services correctionnels.

### Les maisons de transition
Le département passe des contrats avec trois maisons de transition (en), privées : Extended House, Inc., Fairview et Hope Village. La cour de district des États-Unis pour le district de Columbia et la cour supérieure du district de Columbia utilisent parfois les maisons de transition comme alternative à l'incarcération.
Les mineurs qui ne sont pas inculpés en tant qu'adultes ne sont pas détenus par le DOC, mais sont transférés dans des établissements gérés par le Department of Youth Rehabilitation Services (en).

## Personnel
Les effectifs du département étaient constitués de 939 employés à temps plein pour l'année 2015 et de 1 231 employés pour l'année 2024.

## Détenus notables
- Rayful Edmond (en) accusé de divers crimes liés à la drogue et accusé d'avoir dirigé une entreprise criminelle continue impliquant au moins 150 kilogrammes de cocaïne et au moins 1,5 kilogramme de cocaïne base [14].
- Barry Freundel (en), le « rabbin voyeur », reconnu coupable de 52 chefs d'accusation de voyeurisme[15].
- Ingmar Guandique, suspect du meurtre de Chandra Levy [16]
- Andre Clinkscale et William McCorkle pour les meurtres de Duane Hough, Johnny Jeter et Anthony Mincey en mai 2008[17].